# うきは郵便局
うきは郵便局（うきはゆうびんきょく）は福岡県うきは市にある郵便局。民営化前の分類では集配普通郵便局であった。

## 概要
住所：〒839-1499 福岡県うきは市浮羽町西隈上3-7
民営化直前の集配業務再編において、多くの集配普通郵便局は統括センターとなったが、当局は配達センターとされたため、民営化後も郵便事業株式会社の支店は併設されず、集配センターが併設された。所在地である浮羽町が2005年の合併でうきは市浮羽町になって以降も局名は「浮羽郵便局」だったが、2017年7月に自治体名と同じひらがな表記に改称された。

## 沿革
- 1875年（明治8年） - 千足（せんぞく）郵便局（五等）として開設[1]。
- 1885年（明治18年）11月1日 - 貯金取扱を開始。
- 1889年（明治22年）3月31日 - 廃止。
- 1901年（明治34年）3月1日 - 千足郵便受取所として再設置。
- 1905年（明治38年）4月1日 - 千足郵便局（三等）となる。
- 1956年（昭和31年）8月1日 - 浮羽郵便局に改称[2]。
- 1962年（昭和37年）12月1日 - 姫治郵便局から電話交換事務を移管。
- 1966年（昭和41年）11月13日 - 電話の加入および料金に関する簡易な事務を除く電話交換業務を、田主丸電報電話局に移管。
- 1968年（昭和43年）11月11日 - 和文電報配達、ならびに電話の加入および料金に関する簡易な事務を、浮羽電報電話局に移管。
- 1982年（昭和57年）7月1日 - 特定郵便局から普通郵便局に局種別改定。
- 1989年（平成元年）6月25日 - 姫治郵便局の廃止に伴い、取扱事務を承継。
- 2000年（平成12年）8月14日 - 外国通貨の両替および旅行小切手の売買に関する業務取扱を開始。
- 2007年（平成19年）10月1日 - 民営化に伴い、併設された郵便事業久留米東支店浮羽集配センターに一部業務を移管。
- 2012年（平成24年）10月1日 - 日本郵便株式会社発足に伴い、郵便事業久留米東支店浮羽集配センターを浮羽郵便局に統合。
- 2016年（平成28年）2月22日 - 吉井郵便局から集配業務を移管。
- 2017年（平成29年）7月3日 - うきは郵便局に改称[3]。

## 取扱内容
- 郵便、印紙、ゆうパック、内容証明
- 貯金、為替、振替、振込、国際送金、国債、投資信託
- 生命保険、バイク自賠責保険、自動車保険
- 宝くじの販売
- ゆうちょ銀行ATM
- うきは市内全域および大分県日田市の一部地域の集配業務

## 周辺
- うきは市役所 浮羽庁舎
- うきは市立御幸小学校
- 隈上川、巨瀬川（ともに筑後川の支流）

## アクセス
- JR久大本線 うきは駅から南東へ約500m（徒歩約5分）
- 西鉄バス久留米、日田バス 浮羽発着所下車
- 大分自動車道 杷木ICから南西へ約4.5km
- 国道210号沿い
- 駐車場あり：12台